# Chandina
Chandina (en bengali : চান্দিনা) est une upazila du Bangladesh dans le district de Comilla. En 1991, on y dénombrait 269 878 habitants.